# Neolitico in Italia
Il Neolitico si diffuse in Italia con un progressivo espandersi degli influssi neolitizzatori, durato alcuni millenni, anche se non sempre abbiamo dati cronologici sufficientemente attendibili per stabilire una periodizzazione esauriente.

## Culture neolitiche in Italia
Nell'Europa mediterranea la prima ondata di neolitizzazione giunse dal mare, con la diffusione della ceramica impressa, decorata con impressioni a crudo ottenute prevalentemente con la conchiglia del genere Cardium (da cui anche l'appellativo di ceramica cardiale), su tutte le coste del Mediterraneo occidentale, dalla Liguria, alla Francia meridionale ed alla Spagna. L'Europa centrale fu invece investita da un'altra ondata che risalì il corso del Danubio, portando con sé la ceramica lineare (Linienbandkeramik), decorate a linee incise, collane ottenute con conchiglie di genere Spondylus o altri bivalvi, figurine femminili in argilla.
L'incontro tra i primi agricoltori e le comunità mesolitiche europee produsse numerose varianti regionali dei due filoni principali della ceramica impressa e della ceramica lineare.
In Italia meridionale la cultura neolitica della ceramica impressa si diffuse, tra la seconda metà del VI millennio a.C. e gli inizi del V, a partire dal Tavoliere delle Puglie, ove giunse probabilmente via mare lungo una rotta che toccava le isole di Lagosta, Cazza, Pelagosa, Pianosa e Tremiti; successivamente si propagò verso l'entroterra e il versante tirrenico. In Sicilia è presente invece una maggiore continuità rispetto alle locali comunità mesolitiche, in analogia a quanto si riscontra nell'area di diffusione della ceramica cardiale e vi si svilupparono una serie di culture locali nell'ambito della ceramica impressa. L'isola di Lipari venne colonizzata all'inizio del V millennio a.C. da genti provenienti dalla Sicilia per lo sfruttamento dei suoi giacimenti di ossidiana.

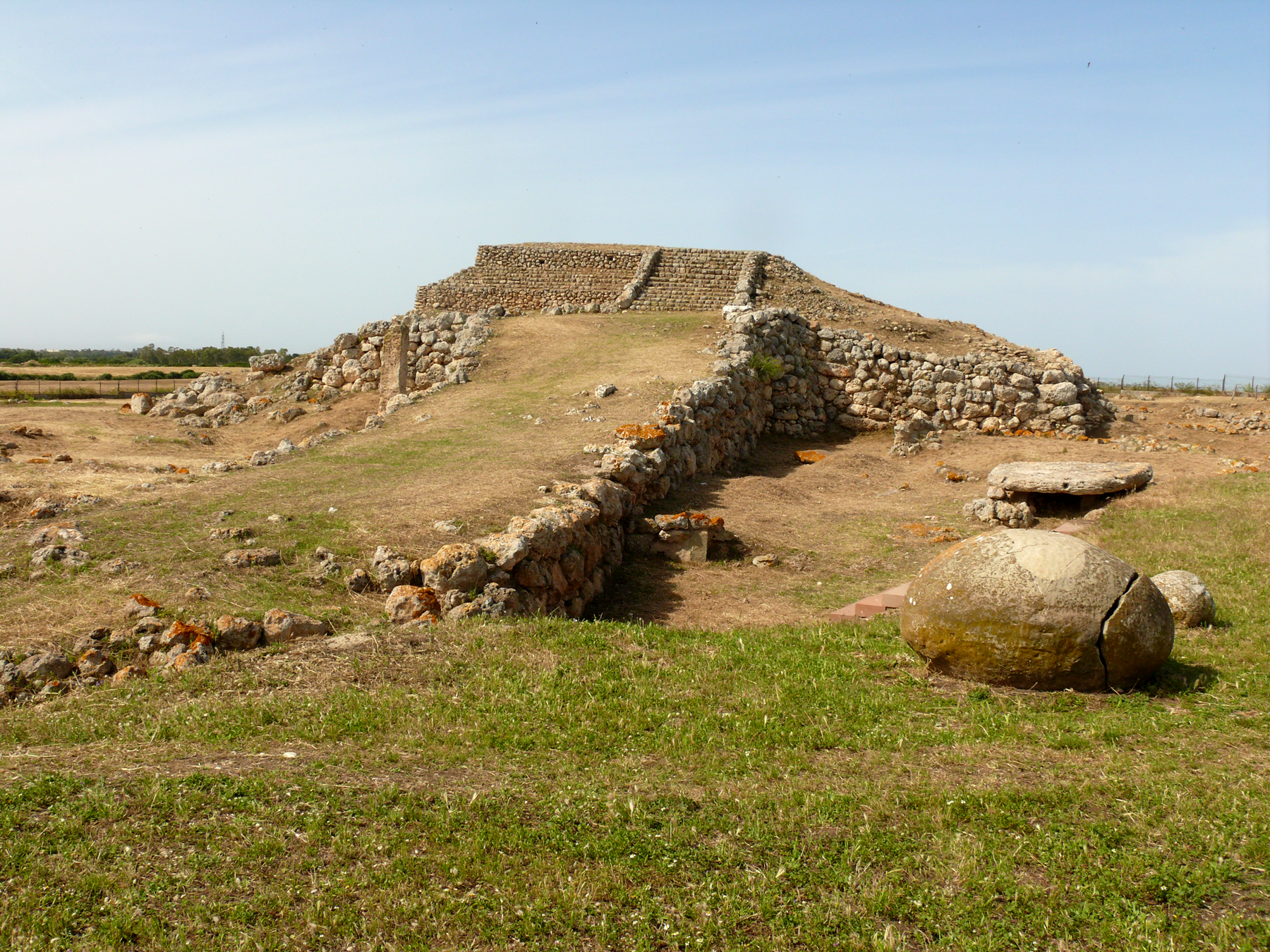
L'altare di Monte d'Accoddi, santuario neolitico presso Sassari.

In Italia centrale la presenza dell'Appennino determinò la formazione di aree culturali differenziate sul versante tirrenico e su quello adriatico, con diverse facies culturali che si susseguirono l'una all'altra, con parziali sovrapposizioni. In Sardegna lo sfruttamento dei giacimenti di ossidiana del Monte Arci portò al precoce sviluppo delle culture neolitiche, introdotte con la cultura della ceramica impressa agli inizi del VI millennio a.C. Vi erano largamente diffusi diversi tipi di monumenti megalitici e si manifestarono diverse culture locali.
Nell'ultima fase si introdusse nella parte nord-occidentale dell'isola la cultura del vaso campaniforme.
In Italia settentrionale la variante della cultura della ceramica impressa ligure, si affermò sulla costa della Liguria nella prima metà del VI millennio a.C. Alla fine del millennio l'area della pianura padana era interessata da un mosaico di culture accomunate dalla decorazione ceramica. All'inizio del V millennio a.C. il precedente mosaico culturale venne sostituito dall'unitaria cultura dei vasi a bocca quadrata, diffusa dalla Liguria al Veneto.
A nord delle Alpi, si affermò la cultura delle ceramiche decorate "a punzone" (Stichbandkeramik), generalmente nota come cultura di Rössen, il cui centro di irradiazione era posto nel bacino meridionale del Reno. Ad ovest delle Alpi la cultura di Chassey, a contatto con il Mesolitico attardato della Svizzera (cultura di Egolzwill) diede origine alla cultura di Cortaillod, che attraverso i facili passaggi verso la Lombardia, alle soglie dell'età dei metalli influenzò la cultura lombarda della Lagozza. La cultura di Chassey ha lasciato tracce importanti in Val di Susa. In Valcamonica (Breno), una comunità neolitica scelse una conoide preferendola al terreno di fondovalle, ricoperto da dense foreste composte da querce, olmi, noccioli selvatici e tigli; successive comunità di agricoltori /cacciatori continuarono ad abitare lo stesso luogo fino all'età del bronzo.

## Il Neolitico nel Sud Italia

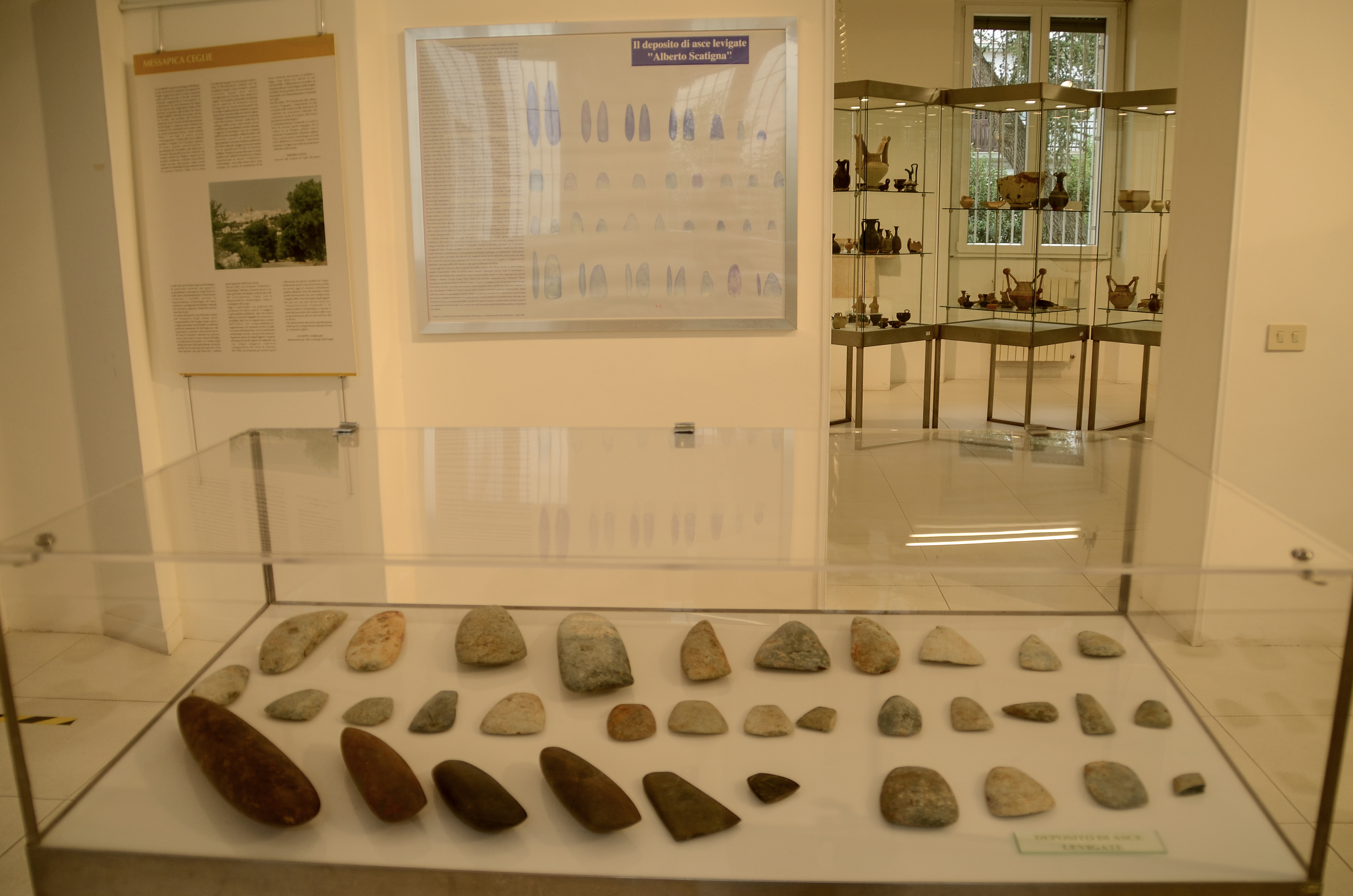
Ceglie Messapica - MAAC interno Museo - Asce Neolitico

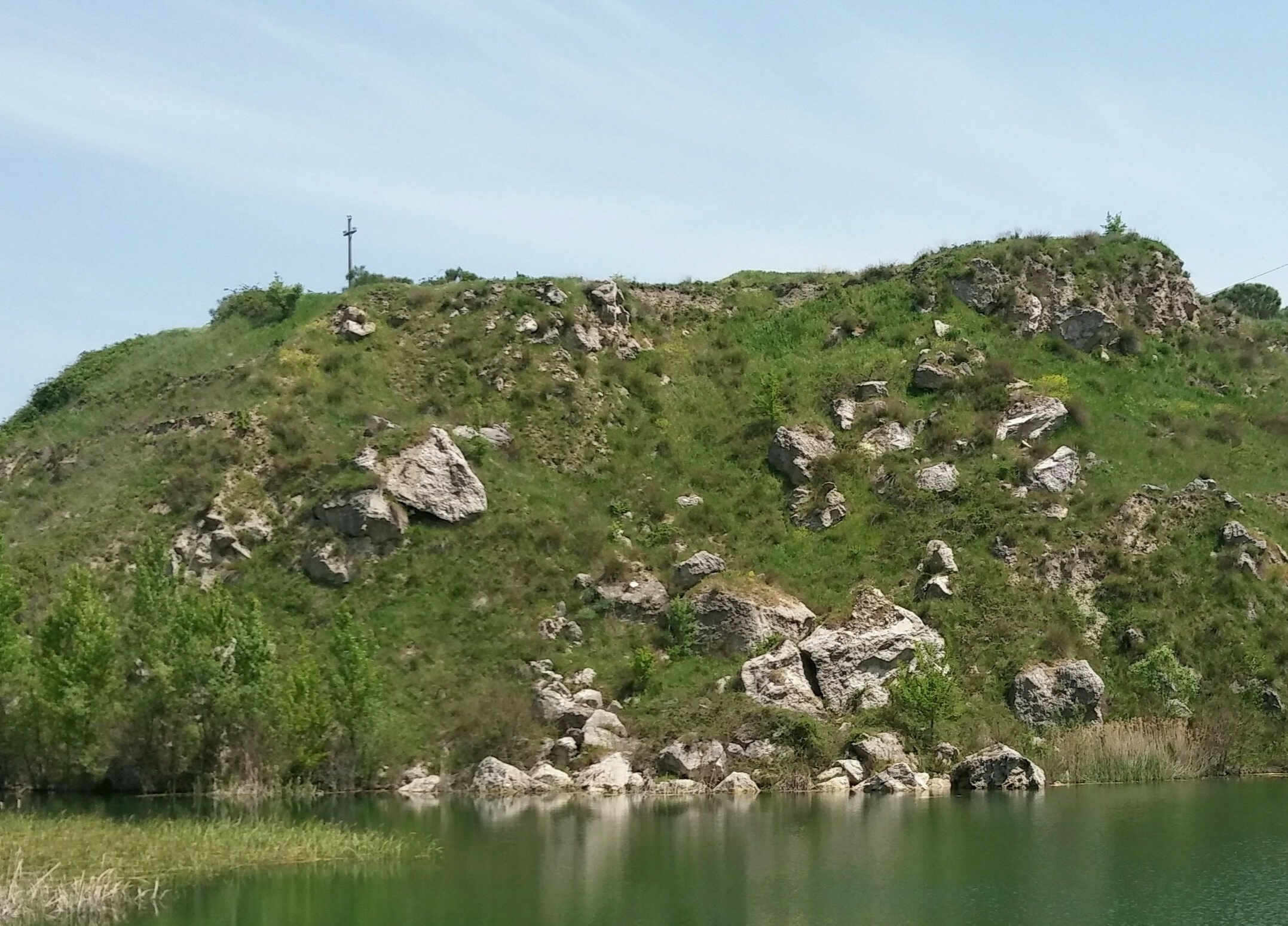
La rupe de La Starza (Ariano Irpino)

Uno dei siti più rilevanti dell'Italia meridionale è quello de La Starza (Ariano Irpino), popolato pressoché ininterrottamente durante l'intero Neolitico con una successione stratigrafica imponente, un'industria ceramica in continua evoluzione e un villaggio di capanne dapprima semplice e poi fortificato. Il sito, ubicato su una rupe gessosa presso una fonte sorgiva perenne, risulta occupato consecutivamente per quattro o cinque millenni (dal VI millennio a.C. fino agli inizi del I millennio a.C.).
Un'altra popolazione che si distinse per la sua cultura materiale, assai progredita per quegli anni, era stanziata tra la Calabria centrale (istmo di Catanzaro), meridionale e la Sicilia, comprese Lampedusa e Malta. 
I caratteri distintivi della produzione ceramica di questa popolazione erano abilmente rappresentati con incisioni sulle argille ancora crude, da segni molto elaborati. Il segno più noto era il rombo, e, da questo, losanghe, spighe di grano ed altri molto elaborati.
La cultura di questa popolazione è stata detta cultura di Stentinello e rappresenta la fase più evoluta del neolitico europeo, studiata soprattutto da Luigi Bernabò Brea che ha dimostrato il contatto con le culture anatoliche da cui si era importato la conoscenza della metallurgia e dell'agricoltura dei cereali.
Nel parco archeologico della Murgia materana i villaggi neolitici in sequenza tra loro, come quello di Trasano, sono cinti da fossati scavati nella roccia. La fase finale del neolitico si caratterizza per una ceramica sottile a figure geometriche con anse a nastro e protomi animali che prende il nome di ceramica di Serra d'Alto e per una ceramica dipinta che si dice ceramica di Diana.

## Il Neolitico nell'Italia centrale
Nell'area compresa fra il Tevere e l'Arno la ceramica cardiale fa la sua comparsa nella prima meta del VI millennio a.C..
In Toscana gli insediamenti si concentrano sulla fascia costiera e sulle isole ma soprattutto nella parte centro-meridionale della regione, mentre nel Lazio siti appartenenti a questa cultura sono stati rinvenuti nella zona di Vulci e Tolfa fino ai Colli Albani, all'interno presso Guidonia, e lungo la valle dell'Aniene a Casal del Dolce (Anagni), dove, oltre ad una necropoli, sono stati ritrovati resti di un vasto centro abitato, composto da grandi capanne rettangolari absidate, e strutture produttive, probabilmente legate alla produzione della ceramica.
Vi è una notevole affinità di reperti fra questa zona d'Italia (in particolare della facies di Pienza) e la Sardegna e la Corsica, fatto che induce a ipotizzare una colonizzazione dall'area toscana verso le due isole tirreniche maggiori. Ossidiana proveniente dal monte Arci è stata rinvenuta in tutto il litorale fra Pisa e Livorno.
Rilevante è il ritrovamento dell'Area archeologica di Catignano in Abruzzo, che ha riportato alla luce un vasto insediamento umano, noto per la qualità e la particolarità dei reperti in ceramica ritrovati in loco, che hanno portato ad identificare una nuova facies culturale denominata Cultura di Catignano.

## Il neolitico nell'Italia settentrionale
Durante la prima fase della neolitizzazione, la pianura padana fu prevalentemente influenzata dalla cultura della ceramica impressa. Essa giunse nella zona occidentale dalla Liguria, attraverso le basse giogaie delle Marittime e poi lungo il corso dei fiumi, come ad Alba; nella parte orientale l'influsso giunse dall'Adriatico, mentre nel centro si svilupparono, sempre dallo stesso ceppo, la cultura di Fiorano in Emilia-Romagna e nel Veneto, quella di Vhò di Piadena nel mantovano e nel cremonese e dell'isolino Virginia nel varesotto.

### Il neolitico in Liguria
La cultura della ceramica impressa ligure è presente in varie grotte della regione (grotta di Pollera, Arma di Nasino, caverna delle Arene Candide ed altre) ed è separata dal sottostante livello mesolitico da uno strato sterile che denota un intervallo cronologico ben definito tra le due culture: i primi agricoltori occuparono la regione quando ormai le comunità mesolitiche si erano da tempo estinte.
I manufatti in ceramica sono di impasto grossolano di colore grigio o rossiccio, hanno forme che comprendono vasi a fiasco, tazze emisferiche con prese e ciotole sferoidali con il bordo decorato a tacche. Le decorazioni sono prevalentemente composte da fasce distinte, quella superiore con motivi ad angoli multipli e quella ventrale eseguita a punzone, ad unghiate, ad impressioni trascinate (stab and drag), arise
Oltre alle industrie litiche di tradizione mesolitica compaiono le asce in pietra verde, reperibile con facilità nelle Alpi marittime. L'economia si basa sulla raccolta – in particolare di molluschi - caccia e uccellagione, mentre l'agricoltura non sembra ancora del tutto sviluppata.

### Il neolitico in Emilia-Romagna e Veneto
La cultura di Fiorano presenta insediamenti in pianura e nella fascia pedemontana dell'Appennino emiliano e del Veneto. In queste ultime zone i villaggi, ben individuati da numerosi fondi di capanna, sono prevalentemente posti alla base di conoidi fluviali. La cultura di Fiorano è contraddistinta da una grande varietà di forme su ceramica fine comprendente tazze carenate con o senza anse, grandi scodelle a quattro anse, orci globosi e grandi giare decorate con cordoni semplici ed impressi, motivi a solcature lineari, foglioline e puntini. L'industria litica comprende bulini ad incavi e stacchi laterali, grattatoi frontali erti, perforatori, romboidi e microbulini.
L'industria litica in selce di buona qualità proveniente dalle aree prealpine venete (lago di Garda e monti Lessini) presenta forme di bulini, geometrici, troncature, raschiatoi ed elementi di falcetto. Da ricordare il frammento superiore di una statuetta fittile riconducibile per fattura a quelle del gruppo di Vhò, con cui presenta strette analogie anche per la presenza di un pozzo per il prelievo dell'acqua di falda.
In Val Camonica inizia lo sviluppo della civiltà dei Camuni.
Gli insediamenti della cultura di Vho sono posti prevalentemente su aree elevate rispetto alla valle del Po e sono molto frequenti pozzi, pozzetti ed altri tipi di cavità sparse in modo irregolare attorno alle capanne. La ceramica fine comprende forme che vanno dai vasi a fruttiera con piccolo piede a tazze carenate con ansa a nastro e bugne sulla carena, a vasi a fiasco e a forma di tronco di cono con due anse; le decorazioni vanno dai cordoni plastici orizzontali e verticali alle bugne, alle impronte digitali, alle solcature appaiate ed ai motivi incisi a zig zag ed a chicco di grano; sono frequenti gli idoletti in argilla rappresentanti figure femminili.
La cultura dell'Isolino di Varese è caratteristica di una zona lacustre delle prealpi varesine dove le stazioni più conosciute sono l'Isola Virginia e Pizzo di Bodio sulle sponde del lago di Varese. La ceramica si presenta con forme caratteristiche tipo vasi a fruttiera, forme ovoidi con bordi estroflessi, vasi con profilo ad S e bordo estroflesso e le anse a nastro variamente decorate; la sintassi decorativa varia da incisioni finissime di motivi geometrici generalmente triangolari e decorazioni plastiche tipo bugne, linguette, cordoni impressi e rigonfiamenti sugli orli. Il sito di Pizzo di Bodio è stato datato durante scavi molto recenti dal 6320 +- 80 BP al 6050 +- 50 BP.

### Il neolitico in Friuli

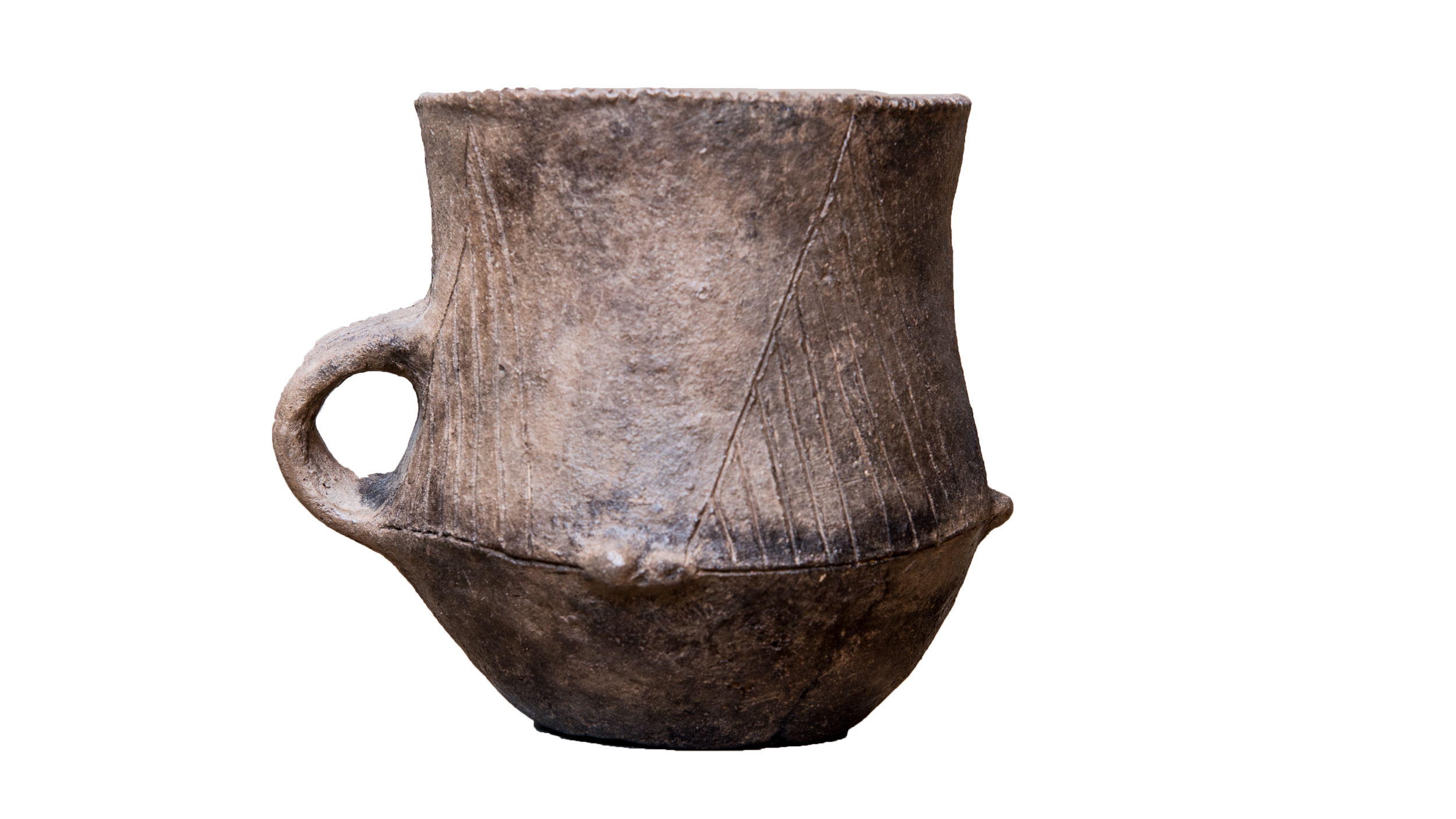
Tazza carenata monoansata decorata ad incisioni del neolitico antico proveniente da Riparo Gaban (MUSE di Trento)

In Friuli la prima neolitizzazione è presente a Sammardenchia (Pozzuolo del Friuli) e Fagnigola (Azzano Decimo), oltre ad una decina di siti molto più limitati territorialmente e studiati in modo meno approfondito.
Sammardenchia è un insediamento di media pianura, collocato sui terrazzamenti in un'area piuttosto vasta a poca distanza dal fiume Cormor. Essendo l'ubicazione in area molto fertile è possibile che le potenzialità produttive dell'agricoltura fossero piuttosto alte e questa ipotesi è confermata dall'estensione dell'antropizzazione, dalla lunghezza del periodo insediativo e dalla consistente densità abitativa. La ceramica ha notevoli componenti riferibili alla facies di Fiorano mentre la litica ha una forte caratterizzazione mesolitica con la presenza diffusa di elementi di falcetto e di utensili levigati, macine e macinelli oltre alla presenza di ossidiana.
Fagnigola invece è un insediamento di bassa pianura piuttosto umida per cui poco indicata per produzioni agricole, anche se ciò viene smentito dai resti di cultura materiale che ricalcano praticamente le componenti di Sammardenchia; alcune datazioni radiometriche datano il sito dal 6050 +- 90 al 5760 +- 160 B. P..
L'areale alpino subisce le influenze del gruppo del Gaban per il Trentino ed un influsso dell'Isolino per la Lombardia con particolarità specifiche nel sito di Breno in Valcamonica.
Il gruppo del Gaban è presente in Trentino-Alto Adige in ripari sottoroccia ed all'aperto; la ceramica è decorata ad impressioni digitali, fasce di zig zag ed incisioni verticali e festoni di unghiate, mentre quella più lucida e fine è decorata con motivi graffiti a "note musicali". Nella fase più recente della stratigrafia compaiono forme globose monoansate, tazze monoansate carenate e decorate con grandi triangoli incisi e bugnette doppie sulla carena e grandi orci ansati col bordo decorato da impressioni ad unghiate. L'industria litica denota la presenza di bulini, grattatoi microbulini e lame ritoccate. Decisamente caratteristici di questo gruppo sono le manifestazioni artistiche su osso, corno e supporto litico raffiguranti antropomorfi normalmente di sesso femminile legati ai culti sulla fertilità della Grande Madre.

### Il neolitico in Piemonte
In Piemonte nella parte meridionale della regione, troviamo il sito di Alba che ha forti influssi della ceramica impressa ligure e del gruppo del Vhò. È stato accertato che questa stazione appartiene al neolitico antico già con i materiali recuperati negli scavi di fine Ottocento e degli anni cinquanta.
La ceramica comprende un gruppo con sintassi decorative collegabili alla facies ligure ed un gruppo con influenze chiaramente padane. Nel primo gruppo troviamo forme troncoconiche e a fiasco con cordoni impressi a doppia fila di puntini e a forma di otto con prese a lingua raramente forate, di colore rossiccio e di buona finitura, mentre al secondo appartengono i vasi a fruttiera, forme aperte con tacche sul bordo e vasi troncoconici con orlo a lobi. Molto ricorrenti le decorazioni incise sia a crudo che sulla superficie essiccata con tratti sottili a formare reticoli geometrici (chevron) sia sulle pareti che sulla parte superiore delle anse a nastro.
Brignano-Frascata in provincia di Alessandria, ma al confine appenninico con l'Oltrepò pavese, presenta affinità con le facies ceramiche e litiche di Alba anche nella presenza di antropomorfi ceramici legati ai culti della fecondità della madre terra; la presenza di elementi di falcetto con superficie lucida, pollini di graminacee e leguminose e impronte di cariossidi nei pavimenti delle capanne, indica in ambedue le stazioni un ambiente dove la domesticazione vegetale ed animale (presenza di resti di ovini, caprini, suini, bovini gracili ed adulti) era largamente praticata.
Il sito del Cristo di Alessandria ha affinità in special modo nella litica con il neolitico antico mediopadano, mentre la Boira Fusca di Salto ha restituito una piccola parte di industria confrontabile con gli orizzonti della ceramica impressa ligure. Da menzionare anche i siti di Treiso, Villa del Foro e Tortona.
In Val di Susa i numerosi siti esaminati presentano evidenze legate al periodo di piena neolitizzazione, ma niente che possa ricondurre ad orizzonti culturali del neolitico antico, come potrebbe invece indurre a pensare il riparo sotto roccia di Balm' Chanto (Roure) nell'adiacente Val Chisone dove era presente un bivacco epigravettiano di cacciatori-raccoglitori. Anche qui però è notevole la frattura temporale tra l'industria mesolitica e la ceramica calcolitica (2972 frammenti).

### Il neolitico in Valle d'Aosta
La Valle d'Aosta per ora non ha restituito tracce di una precoce neolitizzazione infatti i siti di questa fase preistorica importante per le grandi trasformazioni culturali ed economiche si riduce alle necropoli di Vollein e Villeneuve del neolitico finale.

## Il Neolitico pieno in Italia Settentrionale e lafaciesdei vasi a bocca quadrata
La seconda fase della neolitizzazione europea vide nella pianura padana l'affermarsi di una cultura che, più di ogni altra, costituì un fattore unificante con una forte carica propulsiva: la cultura dei vasi a bocca quadrata.
Essa deve il suo nome alla forma dell'imboccatura di alcuni vasi, sempre presenti negli insediamenti e nelle sepolture, tanto da costituire un fossile guida, vasi che secondo i periodi hanno assunto forme diverse, mantenendo però sempre l'imboccatura quadrata o quadrilobata. Questa cultura durò circa 1500 anni, cioè dal 4500 al 3000 a.C., in datazione calibrata, e nei luoghi ove essa si sovrappose al Neolitico antico padano (come ad Alba) la frattura nella stratigrafia appare sempre molto netta, tanto da far pensare all'arrivo di una popolazione alloctona.